# Anna Meares
Anna Maree Devenish Meares, OAM (Blackwater, 21 de setembro de 1983) é uma ciclista australiana. É recordista de onze título mundiais. É campeã olímpica em 2004 e 2012.
Foi a porta-bandeira do país na abertura dos Jogos Olímpicos de 2016.